# Desmognathus monticola
The seal salamander (Desmognathus monticola) là một loài lungless salamander bản địa của giữa- và đông nam Hoa Kỳ.

## Phân bố
Nó có ở tây nam Pennsylvania và về phía nam qua Tây Virginia, miền tây Maryland, miền tây và miền bắc Virginia, miền đông Kentucky, miền tây North Carolina, miền đông Tennessee, miền tây South Carolina, và miền bắc Georgia đến trung Alabama.

## Hình ảnh

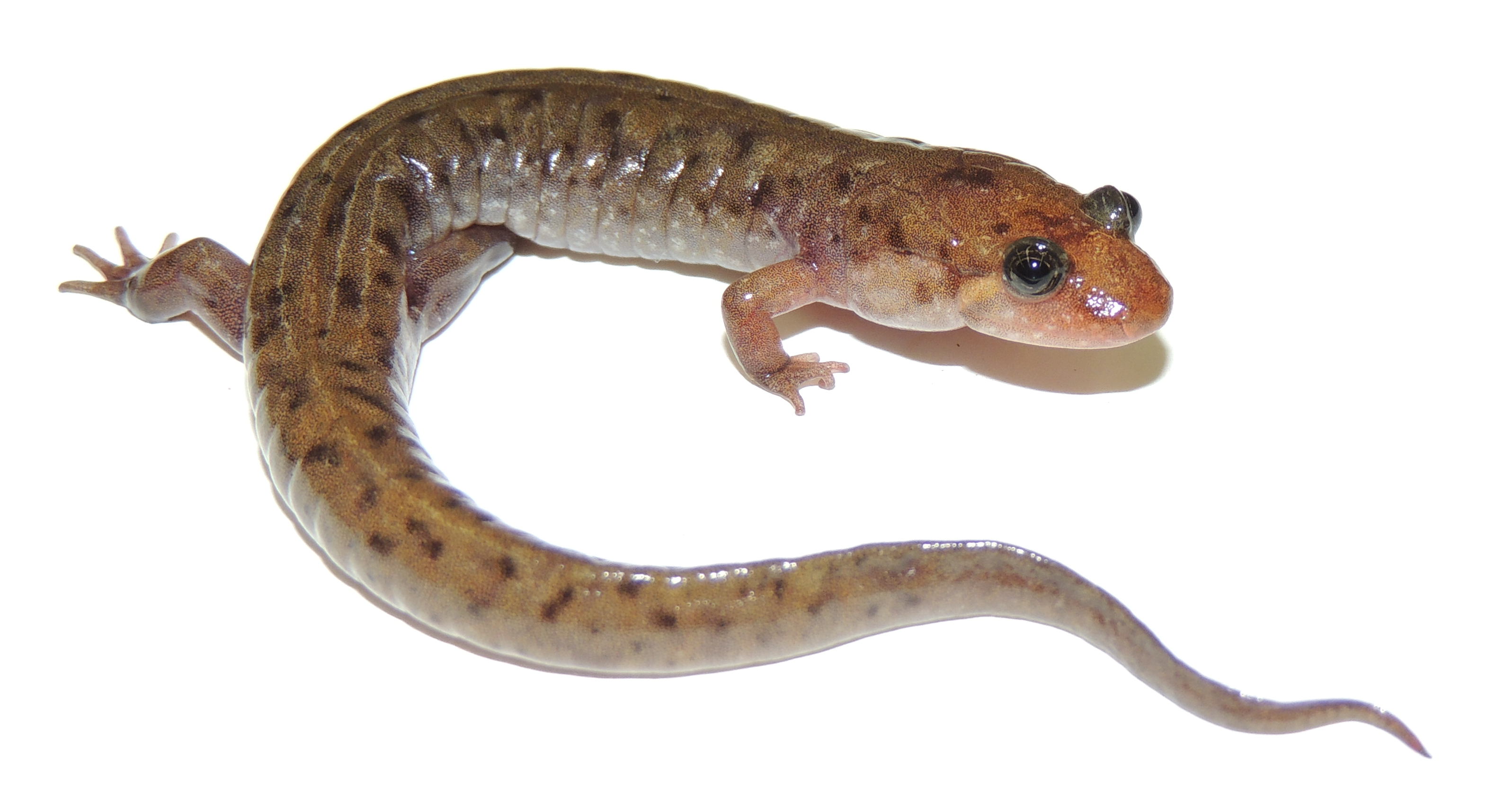